# Cnemaspis kumpoli
Espèce
Cnemaspis kumpoli est une espèce de geckos de la famille des Gekkonidae.

## Répartition
Cette espèce se rencontre en Thaïlande dans les provinces de Trang, de Satun et de Songkhla et en Malaisie au Perlis et au Selangor.

## Publication originale
- Taylor, 1963 : The lizards of Thailand. The University of Kansas Science Bulletin, vol. 44, n. 14, p. 687-1077 (texte intégral).